# Грушевий сік

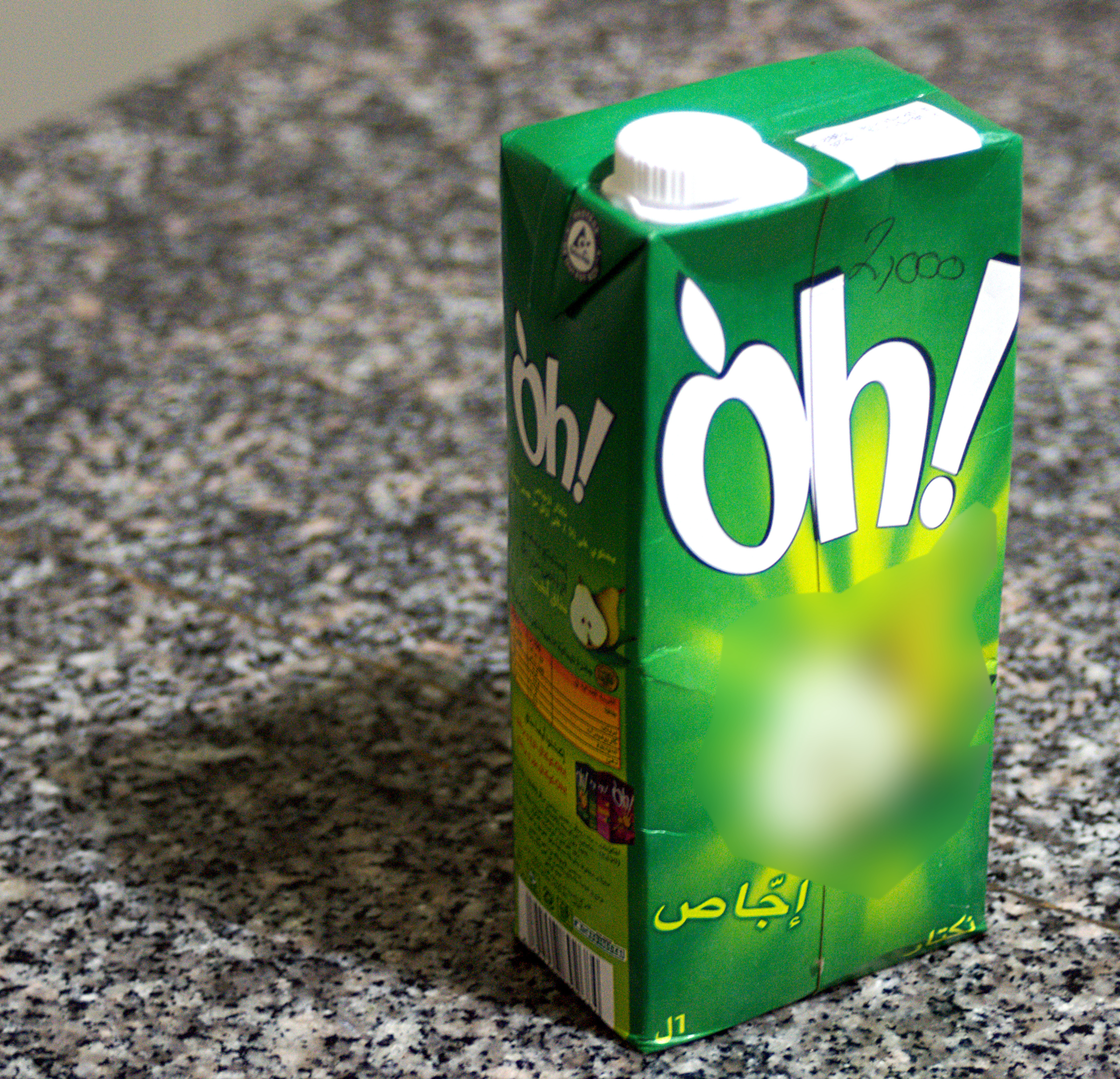
Туніський грушевий сік у пачці

Грушевий сік — продукт, одержуваний з груш. Свіжовичавлений грушевий сік зазвичай має каламутний на вигляд і має густу консистенцію. Грушевий сік продається в магазинах, розлитий у пачки або пластмасові чи скляні пляшки. Грушевий сік має багатий хімічний склад. Високий вміст калію допомагає виводити каміння з нирок, сприяє зміцненню стінок судин. Також грушевим соком лікують сечокам'яну хворобу. Регулярне вживання цього соку сприяє поступовому виведенню з організму канцерогенів, токсинів та шлаків.
Не можна вживати сік груші при запорах, виразці шлунку та гастриті.

## Різновиди
- Грушевий мед, або густий грушевий сік, званий також в'язка груша або грушевий концентрат, — непрозорий, темно-коричневий (аж до чорно-коричневого) загуслий сік з груші (іноді в нього додають яблучний сік). Виробляється переважно в Центральній Швейцарії. Подібні продукти (vin cuit або raisinée) відомі в кантонах Юра, Во і Фрібур. Фабричне виробництво під лейблом «Бірнель» налагоджено фірмою Уніпектін в Ешенці.

- Грушевий сидр — алкогольний напій зі збродженого соку груші. Він схожий на яблучний сидр як процесом виробництва, так і аналогічними параметрами, наприклад, вміст спирту за обсягом — від 5 до 8,5 %. На відміну від звичайного сидру, грушевий містить багато цукру.